# Kółko do ćwiczeń

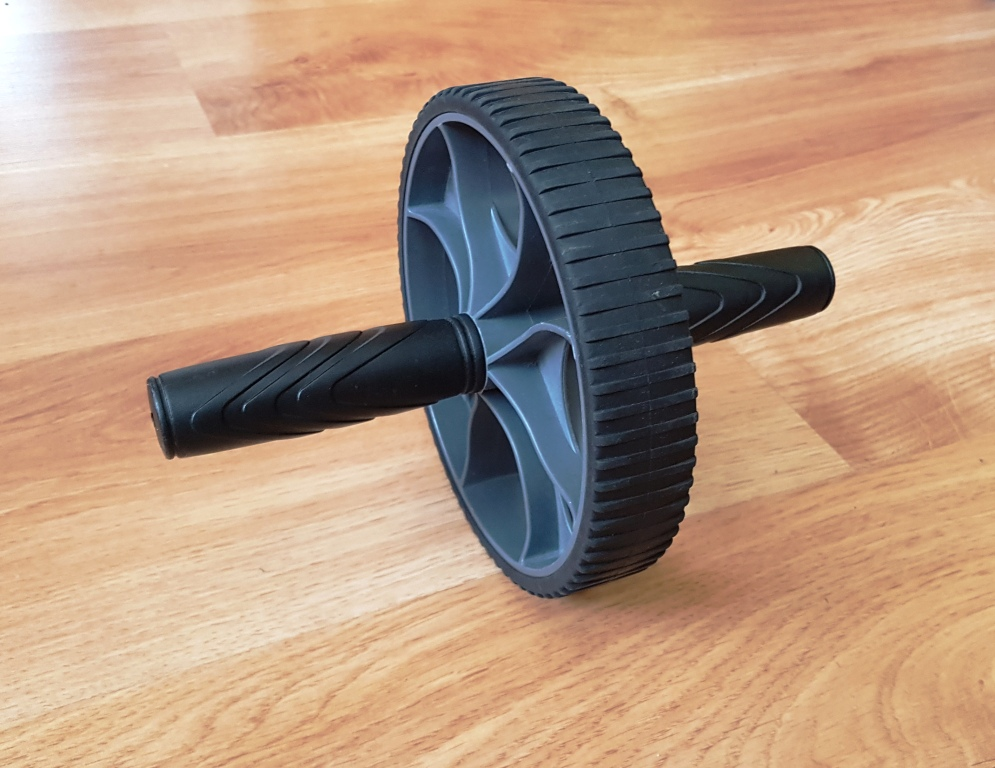
Kółko pojedyncze do ćwiczeń mięśni brzucha

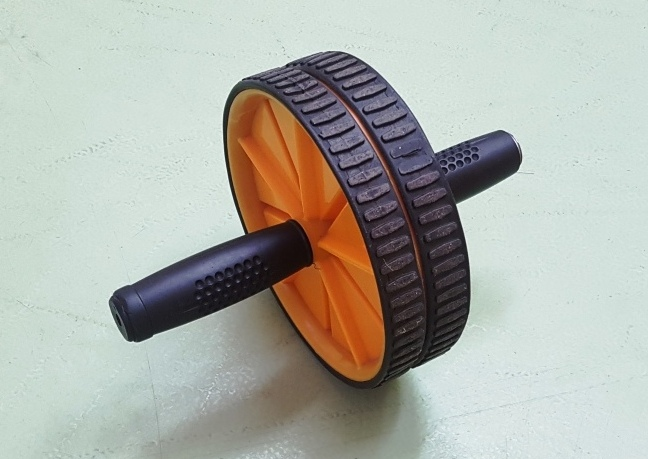
Kółko podwójne do ćwiczeń mięśni brzucha

Kółko do ćwiczeń mięśni brzucha (ab roller, ab wheel) – sprzęt sportowy służący do wykonywania ćwiczeń angażujących przede wszystkim mięśnie brzucha, ale angażujący również mięśnie naramienne oraz pleców.
To przyrząd o dość prostej konstrukcji: składa się zwykle z jednego lub dwóch kół połączonych za pomocą rurki (pręta), który wystaje po obu bokach, pokryty jest plastykowymi lub gumowymi nakładkami i służy jako uchwyt. Kółko pojedyncze wymaga dodatkowo utrzymania równowagi, dlatego jest przeznaczone dla osób bardziej zaawansowanych, kółko do ćwiczeń z dwoma kołami jest stabilniejsze, dzięki czemu łatwiejsze w obsłudze również dla początkujących.

## Rodzaje kółek do ćwiczeń
- kółko pojedyncze – zbudowane z jednego koła i uchwytów;
- kółko podwójne – zbudowane z dwóch kół i uchwytów;
- kółko z platformami na stopy – zamiast uchwytów do rąk ma platformy (pedały) do ułożenia stóp;
- kółko z oporem – wymaga użycia większej siły przy toczeniu, stanowi więc dodatkowe utrudnienie treningu;
- kółko szerokie – posiada jedno koło, wyglądające jak mała opona (zwykle dla początkujących)[1].